# Dekanat miński VI
Dekanat miński VI – jeden z siedmiu miejskich dekanatów wchodzących w skład eparchii mińskiej Egzarchatu Białoruskiego Patriarchatu Moskiewskiego.

## Parafie w dekanacie
- Parafia św. Andrzeja w Mińsku
  - Cerkiew św. Andrzeja w Mińsku
- Parafia Świętych Cyryla i Metodego w Mińsku
  - Cerkiew Świętych Cyryla i Metodego w Mińsku
- Parafia św. Łukasza Symferopolskiego w Mińsku
  - Cerkiew św. Łukasza Symferopolskiego w Mińsku
- Parafia św. Mikołaja Cudotwórcy w Mińsku (mikrorejon Sokół)
  - Cerkiew św. Mikołaja Cudotwórcy w Mińsku (mikrorejon Sokół)
- Parafia Objawienia Pańskiego w Mińsku
  - Cerkiew Objawienia Pańskiego w Mińsku
- Parafia św. Olgi w Mińsku
  - Cerkiew św. Olgi w Mińsku
- Parafia św. Zofii Słuckiej w Mińsku
  - Cerkiew św. Zofii Słuckiej w Mińsku

## Galeria

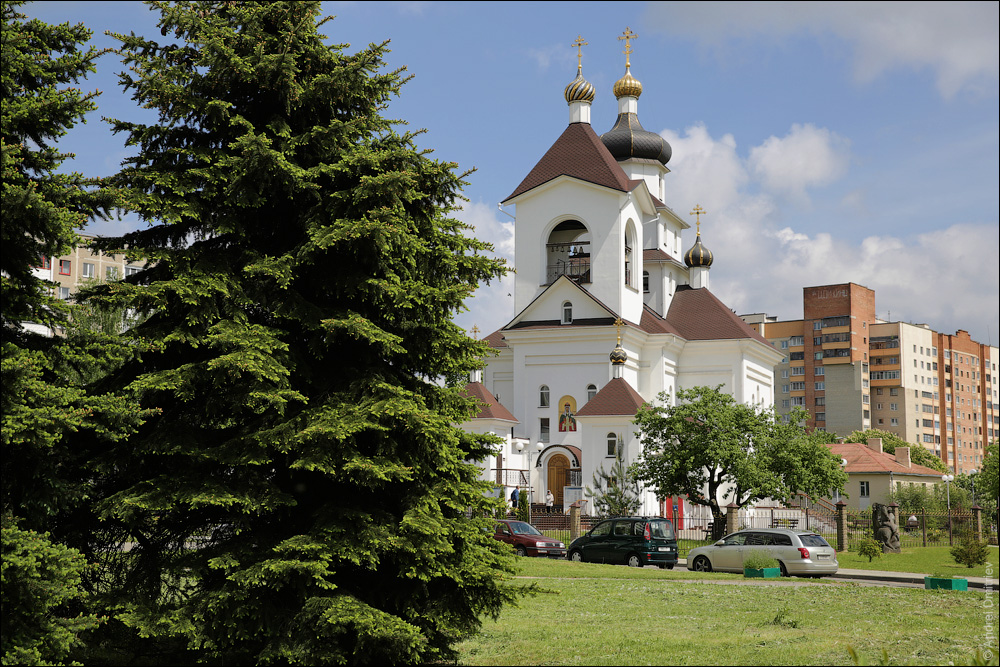
Cerkiew św. Zofii Słuckiej w Mińsku
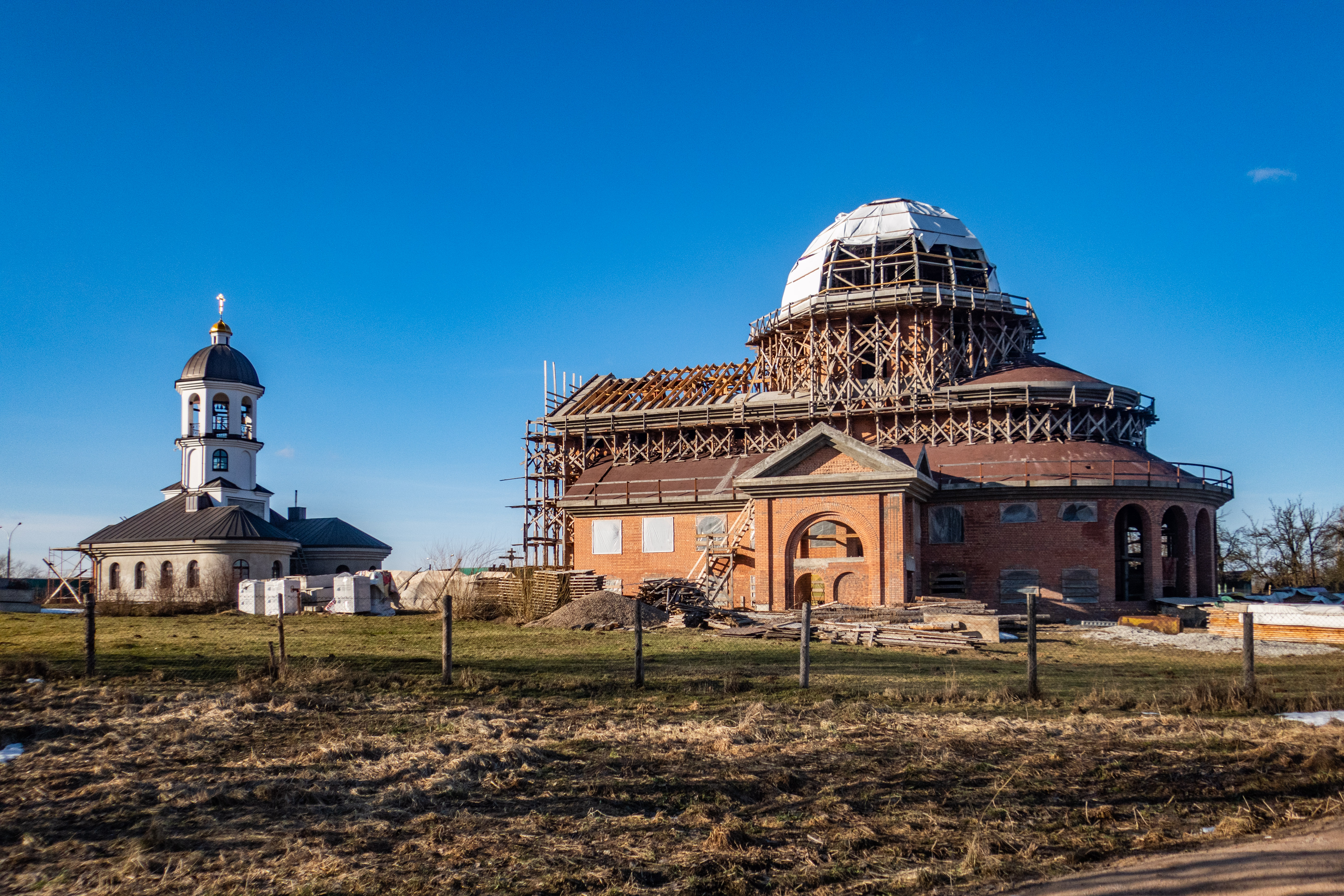
Cerkiew Objawienia Pańskiego w Mińsku